# Conway-driehoeknotatie
Bij berekeningen in een driehoek ABC wordt vaak gebruikgemaakt van Conway-driehoeknotatie, geïntroduceerd door John Conway. 
Startend met S voor de dubbele oppervlakte van de driehoek schrijft hij 
{\displaystyle S_{\phi }=S\cot \phi }.
In het bijzonder
- {\displaystyle S_{A}={\frac {-a^{2}+b^{2}+c^{2}}{2}}=bc\cos A}
- {\displaystyle S_{B}={\frac {a^{2}-b^{2}+c^{2}}{2}}=ac\cos B}
- {\displaystyle S_{C}={\frac {a^{2}+b^{2}-c^{2}}{2}}=ab\cos C}
- {\displaystyle S_{\omega }={\frac {a^{2}+b^{2}+c^{2}}{2}}=S_{A}+S_{B}+S_{C}}

waarin zoals gebruikelijk a, b en c voor de lengtes van de zijden staan. Bovendien staan A, B en C voor de hoeken van de driehoek, en {\displaystyle \omega } voor de hoek van Brocard.
Verder geldt de conventie {\displaystyle S_{\phi \psi }=S_{\phi }S_{\psi }}.

## Rekenregels
De Conway-driehoeknotatie levert de volgende rekenregels:
- {\displaystyle S_{B}+S_{C}=a^{2}}
- {\displaystyle S_{A}+S_{C}=b^{2}}
- {\displaystyle S_{A}+S_{B}=c^{2}}
- {\displaystyle S_{BC}+S_{AC}+S_{AB}=S^{2}}
- {\displaystyle S_{ABC}=S^{2}S_{\omega }-a^{2}b^{2}c^{2}}